# Lijst van kerken in Hollands Kroon
Deze (incomplete) lijst bevat een overzicht van de kerkgebouwen in de Nederlandse gemeente Hollands Kroon, Noord-Holland.
| Kerk                              | Adres                              | Plaats         | Originele functie                 | Huidige functie                  | Bijzonderheden | Foto              |
| --------------------------------- | ---------------------------------- | -------------- | --------------------------------- | -------------------------------- | --- | ----------------- |
| Witte- of Hervormde kerk          | Noord Zijperweg 29                 | Wieringerwaard | Nederlands Hervormde Kerk         | Ongewijzigd                      | De kerk staat op een terp en wordt sinds 1989 door een andere gemeente gebruikt | Meer afbeeldingen |
| Onze Lieve Vrouw Praesentatie     | Nieuweweg 13                       | Anna Paulowna  | Rooms-katholiek                   | Ongewijzigd                      | Kerk is ontworpen door Theo Asseler, het gebouw heeft geen monumentale status. |                   |
| Oase                              | G.C. van Balen Blankenstraat 11    | Anna Paulowna  | Bibliotheek                       | Pinkstergemeente                 | Kerkgemeenschap is in 1998 opgericht en kerkt sinds 2011 in de voormalige bibliotheek. |                   |
| Hervormde Kerk                    | Kerkkring 1                        | Middenmeer     | Hervormde kerk                    | Ongewijzigd                      | Architect van de kerk is G. van Hoogevest | Meer afbeeldingen |
| Christus Koningkerk               | Professor Granpré Molièrestraat 23 | Wieringerwerf  | Rooms-katholiek                   | Ongewijzigd                      | In 1945 heeft de kerk enige tijd onder water gestaan doordat de bezetter de dijk rondom Wieringerwerf heeft doorgestoken | Meer afbeeldingen |
| Het Kompas                        | Meeuwstraat 44                     | Wieringerwerf  | Nederlands hervormde kerk         | Nederlands Gereformeerde Kerken  | Voormalige hervormde kerk, gebouwd in 1937 naar ontwerp van Gijs en Teus Hoogevest, sinds 2002 in gebruik als gereformeerde kerk Het Kompas. |                   |
| Lucaskerk                         | Dorpsstraat 177                    | Winkel         | Rooms-katholiek                   | Protestantse kerk                | Toren uit 16e eeuw, kerk stamt uit 1868, beide rijksmonumenten. | Meer afbeeldingen |
| Hervormde kerk                    | Westerlanderweg 65                 | Westerland     | Nederlandse Hervormde Kerk        | Cultureel centrum                | Toren is van voorgaande kerk, huidige gebouw is uit 1828 | Meer afbeeldingen |
| Hervormde kerk                    | Brink 53                           | Slootdorp      | Hervormde kerk                    | Cultureel centrum                | Kerk en kosterswoning zijn uit 1938 en beide beschermd als één rijksmonument |                   |
| Laurenskerk                       | Nieuwe Streek 16 / Kerkepad 3      | Kolhorn        | Hervormde Kerk                    | Cultureel centrum                | Mogelijk 15e-eeuwse kerk met op de toren een achtkantige torenspits uit de 19e eeuw. | Meer afbeeldingen |
| Eben Haëzer                       | Westfriesedijk 108                 | Kolhorn        | Gereformeerde kerken in Nederland | Woonhuis                         | Kleine zaalkerk zonder toren aan de Westfriese Omringdijk |                   |
| Gereformeerde kerk De Samenstroom | Terpstraat 40                      | Wieringerwerf  | Gereformeerde kerk                | Ongewijzigd                      | In 1938 gebouwd naar ontwerp van E.J. Rotshuizen | Meer afbeeldingen |
| Hervormde kerk, Fenixkerk         | Dorpsstraat 179                    | Nieuwe Niedorp | Hervormde kerk Nederland          | Protestantse kerken Nederland    | Alleen de toren is origineel en stamt in de basis uit de 13 eeuw. Aan de toren is een gotische kruiskerk gebouwd welke in 1877 werd gesloopt. De tweede kerk werd in de jaren 1960 gesloopt en vervangen door een kleiner gebouw welke in 1966 in gebruik werd genomen |                   |
| Hervormde kerk                    | Molenvaart 21                      | Anna Paulowna  | Hervormde kerk                    | Ongewijzigd                      | Zaalkerk in neo-gotische stijl, beschermd als provinciaal monument |                   |
| Willibrorduskerk                  | Dorpsstraat 9                      | Haringhuizen   | Rooms-katholieke                  | Hervormde kerk                   | Kerk en toren zijn twee aparte rijksmonumenten | Meer afbeeldingen |
| Doopsgezinde vermaning            | Heerenweg 48                       | Barsingerhorn  | Doopsgezinde vermaning            | Ongewijzigd                      | De vermaning is een provinciaal monument | Meer afbeeldingen |
| Sint-Jan de Evangelistkerk        | Wijdenes Spaansweg 58              | Breezand       | Rooms-katholiek                   | Ongewijzigd                      | | Meer afbeeldingen |
| De Samenvaart                     | Molenvaart 421                     | Breezand       | Gereformeerde kerken in Nederland | Protestantse kerken in Nederland | Naam van de kerk is in 2003 ontstaan, nadat de Hervormde kerk in Anna Paulowna de deuren heeft gesloten. |                   |
| Ruïnekerk                         | Dorpsstraat 33                     | Oude Niedorp   | Rooms-katholiek                   | Ruïne                            | Het kerkgebouw is in 1977 door blikseminslag verloren gegaan. | Meer afbeeldingen |
| Michaëlskerk                      | Dorpsweg 22                        | Oosterland     | Rooms-katholiek                   | Protestantse kerken Nederland    | Roomaans kerkgebouw dat in de 11e eeuw aan Sint Michaël werd gewijd. | Meer afbeeldingen |
| Nederlands Hervormde Kerk         | Kerkweg 22                         | Den Oever      | Hervormde kerk                    | Buiten gebruik                   | Kerk is verplaatst naar het het Zuiderzeemuseum in Enkhuizen | Meer afbeeldingen |
| Gereformeerde kerk                | Langeweg 3                         | Slootdorp      | Gereformeerde Kerk                | Protestantse kerken in Nederland | In 1946 gebouwd naar ontwerp van E.J. Rotshuizen |                   |